# Nordest (Cina)

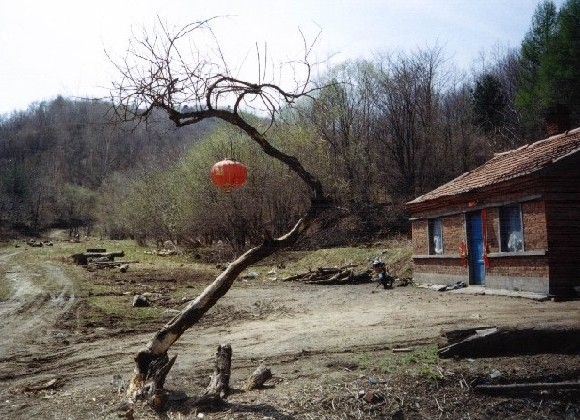
Un paesaggio arido della Manciuria settentrionale.

Per Nordest della Cina (in cinese 东北, Dōngběi) si intende il territorio cinese compreso tra la Manciuria e la parte orientale della Mongolia Interna.

## Clima
È la regione cinese che più di tutte subisce gli effetti delle masse d'aria di origine siberiana. Gli inverni sono rigidissimi (soprattutto se si guarda alla latitudine): Hailar, nelle montagne del Grande Khingan a circa 700 m di quota e ad una latitudine di 49°, registra una media di gennaio di -27 °C; Mohe, sul fiume Amur (Heilong Jiang) al confine con la Russia siberiana (lat. 54°), scende a -30 °C. Inverni meno freddi, ma sempre con valori bassissimi, si registrano nei bassopiani: Harbin e Qiqihar fanno segnare medie di -20 °C, Changchun (Jilin) sale a -17 °C.
Scendendo di latitudine (dai 35° ai 42°), nella Cina centrosettentrionale, i lineamenti climatici sono grosso modo simili, con correnti nordoccidentali invernali e monsone umido estivo; la latitudine fa sentire qui però il suo peso, così che le temperature si elevano: la città di Shenyang (Liaoning), climaticamente ancora simile alle città più settentrionali, vede le temperature medie di gennaio abbassarsi fino ai -12 °C, ma le altre città importanti, tutte più meridionali, registrano valori più alti: Pechino, sui 40°N, ha una media di gennaio di -5 °C;
stesso valore si osserva a Dalian, all'estremità della penisola di Liaodong sul 39º parallelo; Jinan, più a sud, segna -1 °C.
Le estati sono ovunque temperate: i valori medi di luglio sono di abbastanza elevati nelle pianure e scendono di qualche grado andando verso nord e verso le montagne. Più calde (preannunciando la Cina meridionale) sono le estati nelle città della Cina centrosettentrionale: Pechino registra 26 °C (sempre in luglio), che salgono a 28 °C a Jinan.
Le precipitazioni non sono abbondanti: inverni secchi e soleggiati sono seguiti da brevi primavere variabili ed estati moderatamente piovose: non si registrano qui, tuttavia, le condizioni di aridità che si osservano invece più ad ovest. I valori pluviometrici medi annuali vanno da circa 600 mm nelle pianure meridionali, a 400-500 nella zona settentrionale ai confini siberiani, a 300 mm nelle zone montuose occidentali. Ovunque i tre mesi estivi raccolgono i 2/3 circa delle precipitazioni; aggiungendo anche maggio e settembre, si raggiunge circa il 90% del totale annuo. Le scarse precipitazioni invernali avvengono sotto forma di deboli piogge o nevicate portate da perturbazioni orientali che riescono a "sfondare" sul continente in seguito a temporanei indebolimenti dell'anticiclone asiatico.